# Tandemový přívěs
Tandemový přívěs nebo také přívěs s centrálními nápravami je přívěsem za nákladní či osobní automobil, autobus nebo jiné motorové vozidlo. Je pro něj charakteristické, že má nápravy uprostřed vozidla na rozdíl od přívěsu s rejdovou ojí, příp. točnicového, který je má v přední a zadní části.
Nejvyšší možné povolené zatížení přívěsu je při dvounápravovém uspořádání 18 t a při třínápravovém uspořádání 24 t.[zdroj?] Základní výhodou tandemového přívěsu je snadnost manipulace s ním, zvláště při couvání. Při nakládce a vykládce samostatného přívěsu musí být provedeno zajištění pomocí pevných podpěr vepředu a vzadu. Náklad by měl být rozmístěn rovnoměrně s těžištěm nad nápravami a řádně zajištěn fixačními prostředky.
Připojení a odpojení přívěsu probíhá stejně jako u přívěsu s točnicí. Před nacouváním tažného vozidla na oj musí být nastavena příslušná výška oje, aby zapadla do tažného zařízení. Před jízdou s přívěsem je nutné provést kontrolu zapojení a kontrolu brzdného a elektrického systému (zvl. světel) přívěsu. Teprve poté mohou být zasunuty pevné podpěry přívěsu a umožněna jízda.